# Orges Bunjaku
Orges Bunjaku (* 5. Juli 2001 in Uznach) ist ein schweizerisch-kosovarischer Fussballspieler.

## Karriere

### Verein
Bunjaku begann seine Laufbahn beim FC Basel, bei dem er zur Saison 2019/20 in das Kader der zweiten Mannschaft befördert wurde. Am 3. August 2019, dem 1. Spieltag, gab er beim 0:0 gegen den FC Black Stars Basel sein Debüt in der drittklassigen Promotion League, als er in der Startelf stand. Bis Saisonende kam er zu 14 Einsätzen in der dritthöchsten Schweizer Spielklasse, wobei er ein Tor erzielte. Am 8. Februar 2020 (21. Spieltag) debütierte er zudem für die erste Mannschaft in der Super League, der höchsten Schweizer Spielklasse, als beim 4:0 gegen den FC Zürich in der Startelf stand. Bis zum Ende der Saison spielte er fünfmal in der höchsten Schweizer Liga. Zudem absolvierte er beim 3:0 im Hinspiel gegen APOEL Nikosia aus Zypern ein Spiel im Sechzehntelfinale der UEFA Europa League; der FCB schied schlussendlich im Viertelfinale gegen den ukrainischen Verein Schachtar Donezk aus. Im Schweizer Cup wurde er zweimal eingesetzt; Basel erreichte das Finale, in dem die Mannschaft gegen den Meister BSC Young Boys verlor.
2020/21 bestritt er acht Partien für die zweite Mannschaft in der Promotion League. Für die Profis absolvierte er sieben Spiele in der Super League, ein Spiel im Schweizer Cup, als der FCB im Achtelfinale gegen den Zweitligisten FC Winterthur ausschied, und eine Partie in der Qualifikation zur Europa League, die man über den dritten Rang in der Liga erreicht hatte. Basel verlor gegen den ZSKA Sofia aus Bulgarien in den Play-offs und qualifizierte sich somit nicht für die Endrunde des internationalen Wettbewerbs.
Zur Spielzeit 2021/22 wechselte er zum französischen Zweitligisten Grenoble Foot. Im Januar 2023 schloss sich der Spieler bis Saisonende auf Leihbasis dem FC Schaffhausen an.

### Nationalmannschaft
Bunjaku kam bislang insgesamt 21-mal für Schweizer U-Nationalmannschaften zum Einsatz, wobei er vier Tore schoss.